# Devès (campo volcánico)
El campo volcánico de Devès es una provincia volcánica que pertenece al Macizo Central Francés; en Ródano-Alpes, Francia. 

## Situación y aspectos
El campo volcánico de Devès se sitúa al E de la provincia volcánica de Cantal.

### Lista de volcanes del campo volcánico de Deves
| Volcán             | Tipo de volcán               | Altitud (m) | Coordenadas                |
| ------------------ | ---------------------------- | ----------- | -------------------------- |
| Josant             | Cono volcánico               | 780 m       | 45°10'8.04"N 3°26'58.20"E  |
| Puy de Roi         | Cono volcánico               | 699 m       | 45° 8'48.20"N 3°29'14.30"E |
| Le Buisson         | Estratovolcán                | 1130 m      | 45° 9'54.77"N 3°36'46.30"E |
| Mount Coupet       | Cono volcánico               | 799 m       | 45° 7'35.74"N 3°32'35.92"E |
| Mont Briançon      | Cono volcánico               | 1038 m      | 45° 6'3.59"N 3°34'32.81"E  |
| Marais de Limagne  | Maar                         | 1083 m      | 45° 4'0.39"N 3°39'41.11"E  |
| Rochelambert       | Cono volcánico               | 911 m       | 45° 6'32.86"N 3°46'33.52"E |
| Le Chier           | Conjunto de conos volcánicos | 1271 m      | 44°59'37.61"N 3°43'14.03"E |
| Alleyras           | Cono volcánico               | 1063 m      | 44°53'16.48"N 3°39'8.27"E  |
| Marais de Praclaux | Maar                         | 1073 m      | 44°50'13.64"N 3°49'39.17"E |

## Vulcanismo
El campo volcánico está compuesto de rocas xenolitas y lherzolitas. 